# كنار صندل (حسين أباد كرمان)
کنار صندل (بالفارسية: کنارصندل) هي منطقة سكنية تقع في إيران في Hoseynabad Rural District. يقدر عدد سكانها بـ 1,044 نسمة .